# ヘーベ (小惑星)

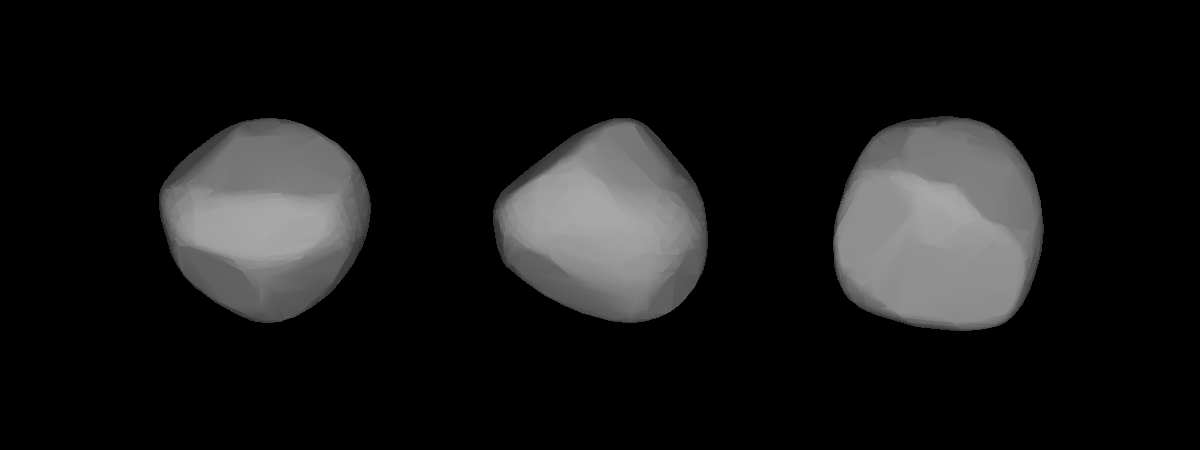
3Dモデル

ヘーベ (6 Hebe) は、火星と木星の間の小惑星帯にある、大型の小惑星である。

## 特徴
ヘーベは1847年7月1日にドイツの天文学者カール・ヘンケによって発見された。これ以前にも5個の小惑星（ケレスは2006年以降準惑星）が発見されており、ヘーベは1845年のアストラエア以来1年半ぶり、6例目の小惑星の発見となった。
ヘーベという名称はドイツの数学者カール・フリードリヒ・ガウスが提案したものであり、ギリシア神話に登場する青春の女神ヘーベーにちなんで名づけられた。
珪酸マグネシウムや珪酸鉄を含んだニッケルや鉄によって構成されており、光をよく反射する明るい表面をしている。
古在由秀は、ヘーベに代表される非常に小規模な小惑星族が存在すると唱えている。